# Kisaragi (tàu khu trục Nhật) (1925)
Kisaragi (tiếng Nhật: 如月) là một tàu khu trục hạng nhất thuộc lớp Mutsuki của Hải quân Đế quốc Nhật Bản, bao gồm mười hai chiếc được chế tạo sau Chiến tranh Thế giới thứ nhất. Được xem là tiên tiến vào lúc đó, những con tàu này đã phục vụ như những tàu khu trục hàng đầu của Nhật trong những năm 1930, nhưng được xem là đã lạc hậu vào lúc Chiến tranh Thái Bình Dương nổ ra; dù sao lớp Mutsuki vẫn được giữ lại ở tuyến đầu nhờ tầm xa hoạt động và kiểu ngư lôi mạnh mẽ mà chúng được trang bị. Kisaragi nổi bật vì là chiếc tàu chiến thứ hai của Hải quân Nhật, ngay sau tàu khu trục Hayate, bị đánh chìm ngay từ giai đoạn mở đầu của cuộc xung đột này.

## Thiết kế và chế tạo
Việc chế tạo lớp tàu khu trục Mutsuki được chấp thuận như một phần của chương trình phát triển Hải quân Đế quốc Nhật Bản sau khi Hiệp ước Hải quân Washington có hiệu lực, và chúng được đặt hàng trong năm tài chính 1923. Lớp tàu này là một phiên bản nối tiếp và cải biến dựa trên các lớp tàu khu trục lớp Minekaze và Kamikaze trước đó, vốn chia sẻ nhiều đặc tính thiết kế chung. Kisaragi được đặt lườn tại Xưởng hải quân Maizuru vào ngày 3 tháng 6 năm 1924, được hạ thủy vào ngày 5 tháng 6 năm 1925 và được đưa ra hoạt động vào ngày 21 tháng 12 năm 1925. Thoạt tiên chỉ được gọi đơn giản là "Tàu khu trục số 21" (第二十一号駆逐艦, Dai-21-Gō Kuchikukan), nó được đổi tên thành Kisaragi vào ngày 1 tháng 8 năm 1928.

## Lịch sử hoạt động
Như một phần của cuộc tấn công Trân Châu Cảng vào những ngày mở đầu của Chiến tranh Thế giới thứ hai tại Thái Bình Dương, Bộ tham mưu Hải quân Đế quốc Nhật Bản quyết định chiếm đóng đảo Wake, lúc đó do các đơn vị của Thủy quân Lục chiến Mỹ phòng thủ. Kisaragi nằm trong thành phần Đội khu trục 30 của Hải đội Khu trục 6 trực thuộc Hạm đội 4 Hải quân Đế quốc Nhật Bản, và được bố trí từ Truk dưới quyền chỉ huy của Thuyền trưởng, Thiếu tá Hải quân Yoichiro Ogawa.
Sáng sớm ngày 11 tháng 12 năm 1941, trong cuộc đụng độ mà sau này được đặt tên là Trận chiến đảo Wake, lực lượng Mỹ trú đóng trên đảo đã đẩy lui nỗ lực đổ bộ đầu tiên của lực lượng Nhật Bản, vốn được bảo vệ bởi các tàu tuần dương hạng nhẹ Yūbari, Tenryū và Tatsuta cùng Hải đội Khu trục 29 bao gồm các tàu khu trục Yayoi, Mutsuki, Kisaragi, Hayate, Oite và Asanagi; hai tàu khu trục cũ thuộc lớp Momi được cải biến thành các tàu tuần tra Số 32 và Số 33, và hai tàu vận chuyển binh lính chở theo 450 người thuộc Lực lượng Đổ bộ Hải quân Đặc biệt.
Lực lượng Thủy quân Lục chiến phòng thủ đã khai hỏa vào hạm đội đổ bộ bằng sáu khẩu pháo phòng thủ duyên hải 127 mm (5 inch) vốn được lấy từ các thiết giáp hạm cũ bị tháo dỡ, và đã đánh chìm Hayate; tàu tuần dương Yubari cũng bị bắn trúng 11 lần. Kisaragi đang rời khỏi khu vực chiến sự khi nó bị tấn công bởi bốn máy bay tiêm kích F4F Wildcat cất cánh từ Wake trang bị bom 45 kg (100 lb). Một chiếc Wildcat do phi công Henry "Baron" Elrod đã ném các quả bom về phía đuôi chiếc Kisaragi vốn đang chất đầy các quả mìn sâu. Cú đánh trúng khiến con tàu nổ tung và chìm với toàn thể nhân sự trên tàu ở khoảng cách 48 km (30 dặm) về phía Tây Nam đảo Wake. Chiến công đánh chìm Kisargi đã góp phần vào việc truy tặng Huân chương Danh dự cho Elrod.
Kisaragi được rút khỏi danh sách Đăng bạ Hải quân vào ngày 15 tháng 1 năm 1942. Bất chấp thất bại này, lực lượng Nhật Bản vẫn thành công trong việc chiếm đóng Wake trong nỗ lực lần thứ hai vào cuối tháng 12 năm đó.

## Danh sách thuyền trưởng
- Trung tá Shikazo Matsuda (sĩ quan trang bị trưởng): 18 tháng 9 năm 1925 - 21 tháng 12 năm 1925
- Trung tá Shikazo Matsuda: 21 tháng 12 năm 1925 - 1 tháng 12 năm 1926
- Trung tá Naoshi Arima: 1 tháng 12 năm 1926 - 1 tháng 12 năm 1927
- Trung tá Nitaro Kato: 1 tháng 12 năm 1927 - 10 tháng 12 năm 1928
- Thiếu tá Yoshio Kanemasu: 10 tháng 12 năm 1928 - 23 tháng 4 năm 1929
- Lực lượng dự bị: 23 tháng 4 năm 1929 - 1 tháng 11 năm 1929
- Thiếu tá Sadaichi Matsunaga: 1 tháng 11 năm 1929 - 1 tháng 12 năm 1930; thăng Trung tá
- Thiếu tá Mikio Ihara: 1 tháng 12 năm 1930 - 21 tháng 2 năm 1932
- Thiếu tá Masami Ban: 21 tháng 2 năm 1932 - 15 tháng 11 năm 1934; thăng Trung tá 15 tháng 11 năm 1933
- Thiếu tá Shinichirou Maeda: 15 tháng 11 năm 1934 - 31 tháng 10 năm 1935
- Thiếu tá Masashichi Shirahama: 31 tháng 10 năm 1935 - 1 tháng 12 năm 1936
- Thiếu tá Shizuo Yamashita: 1 tháng 12 năm 1936 - 1 tháng 12 năm 1937
- Thiếu tá Masami Ogura: 1 tháng 12 năm 1937 - 15 tháng 12 năm 1938
- Thiếu tá Naoji Otara: 15 tháng 12 năm 1938 - 1 tháng 11 năm 1939
- Thiếu tá Nisaburou Maekawa: 1 tháng 11 năm 1939 - 15 tháng 11 năm 1940
- Thiếu tá Kamesaburou Yamagami: 15 tháng 11 năm 1940 - 1 tháng 10 năm 1941
- Thiếu tá Yoichiro Ogawa: 1 tháng 10 năm 1941 - 11 tháng 12 năm 1941; thăng Thiếu tá 15 tháng 10 năm 1941. Tử trận; được truy thăng Trung tá